# Смертна кара в Естонії
Смертна кара в Естонії була заборонена з 18 березня 1998 року, відповідно до протоколу №6 конвенції про захист прав людини і основоположних свобод. До цього смертна кара в Естонії існувала з 1920 до 1992 років.

## Історія
З 1935 року до 1940 року, коли Естонію було включено до складу Радянського Союзу, особи, засуджені цивільними судами до страти, мали право вибирати спосіб смерті: самогубство (випити отруту) або повішення. Ця процедура так описана в Кримінально-процесуальному кодексі, що набрав чинності з 1 лютого 1935 року:
|  | За одну годину до запланованого часу виконання вироку, засудженого до страти відводять до камери смертників, де державний обвинувач читає смертний вирок і запитує засудженого, чи він хоче покінчити життя самогубством. У разі ствердної відповіді прокурор передає засудженому склянку з отрутою, яка була визначена Національною радою з охорони здоров’я. Якщо засуджений не прийме отруту протягом п’яти хвилин, його мають повішати. |

Військові страти передбачали розстріл у виконанні вісьмох осіб.
У Естонії остання страта відбулася 11 вересня 1991 року, через місяць після здобуття Естонією незалежності. Останнім засудженим до смертної кари, вирок над яким було виконано, став Рейн Орусте, винний у подвійному вбивстві. На його совісті загалом 18 злочинів. Його було застрелено в потилицю в Батарейній в’язниці.
Повністю смертну кару в Естонії було скасовано 18 березня 1998 року, коли був підписаний протокол № 6 конвенції про захист прав людини і основоположних свобод.